# اروین ولش
اروین ولش (به انگلیسی: Irvine Welsh) رمان‌نویس، نمایشنامه‌نویس و نویسنده داستان‌های کوتاه اهل کشور اسکاتلند است.

## آثار ترجمه شده به فارسی
رگ‌یابی | انتشارات: هیرمند | مترجم: رضا اسکندری آذر

## زندگی
اروین ولش در ۲۷ سپتامبر سال ۱۹۵۸ در اسکاتلند به دنیا آمده و در ادینبورگ بزرگ شده‌است. مادرش خدمتکار بوده و پدرش نیز در فروشگاه فرش کار می‌کرده‌است. وی در سال ۱۹۷۸ به لندن رفت و ابتدا به نوازندگی گیتار روی آورد. ولش سپس دوباره به ادینبورگ بازگشت و در رشتهٔ ام‌بی‌ای در دانشگاه هریوت وات تحصیل کرد. وی به‌تدریج به نویسندگی روی آورد و همزمان کار موسیقی خود را نیز ادامه داد. این نویسنده سپس برای تحصیل در دوره نوشتن خلاقانه عازم آمریکا شد و در شیکاگو به این رشته پرداخت و رمان‌نویسی را نیز شروع کرد.
اولین رمانش را با عنوان رگ‌یابی (به انگلیسی: Trainspotting) در سال ۱۹۹۳ نوشت و از آن پس تا به امروز هشت رمان منتشر کرده‌است. وی جدای رمان به نمایشنامه و فیلم‌نامه‌نویسی نیز علاقه دارد.

## کتابشناسی

### رمان
- رگ‌یابی (۱۹۹۳)
- کابوس‌های لک‌لک مارابو (۱۹۹۵)
- پلیدی (۱۹۹۸)
- رمان (۲۰۰۱)
- پرنو (۲۰۰۲)
- اسرار اتاق‌خواب آشپزهای استاد (۲۰۰۶)
- جنایت (۲۰۰۸)
- زندگی جنسی دوقلوهای سیامی (مهٔ ۲۰۱۴)

## افتخارت و موفقیت‌ها
رمان رگ‌یابی ولش دربارهٔ اعتیاد به عنوان محبوب‌ترین رمان اسکاتلند در ۵۰ سال اخیر به رأی مردم انتخاب شد.

## اقتباس

### فیلم
- رگ‌یابی (۱۹۹۶)
- کاخ اسیدی (۱۹۹۸)
- اکستازی آروین ولش (۲۰۱۱)
- پلیدی (۲۰۱۳)

### تئاتر
- اکستازی
- چسب
- پلیدی
- رگ‌یابی
- کابوس‌های لک‌لک مارابو